# Alto Parnaíba
Alto Parnaíba é um município brasileiro no extremo sul do estado do Maranhão, na região Gerais de Balsas. Sua população é de 11.109 habitantes (Censo de 2022).

## História
Situa-se na margem esquerda do Rio Parnaíba, onde primitivamente habitaram os índios tapuias. Foi fundada em 19 de maio de 1866. Teve, na pessoa de Francisco Luís de Freitas, seu primeiro povoador de origem europeia, quando, em busca de uma área adequada ao cultivo agrícola, ali se instalou, dando-lhe o nome de Fazenda Barcelona. Posteriormente, Cândido Lustosa, abandonando o Piauí, veio fixar-se nas proximidades da Fazenda Barcelona, vindo a se constituir, também, em pioneiro não índio do desbravamento na área, participando na construção da primeira igreja e de muitas outras atividades em benefício do lugar. Tempos depois, estes povoadores mudaram o nome do lugar para Vila de Nossa Senhora da Vitória. A 19 de maio de 1866, Francisco Luís de Freitas e sua mulher Micaela Abreu doaram as terras de sua Fazenda Barcelona à igreja local. A partir desse momento, a povoação foi se desenvolvendo, até ser criado o município.
Foi fundada sob a liderança de Cândido Lustosa de Britto, indo contra os interesses do seu tio, o Barão de Santa Filomena (José Lustosa da Cunha), que morava na cidade piauiense vizinha - Santa Filomena.
A bandeira de Alto Parnaíba foi criada num concurso que envolveu alunos das redes de ensino municipal e privada do município, sendo escolhida, pelos munícipes, a bandeira criada pelo aluno da 8ª série do CECAP (Centro Educacional Cenecista de Alto Parnaíba) Dhiancarlos Teixeira Pacheco, de 16 anos, em 19 de maio de 1993. [carece de fontes?]

## Formação Administrativa
Distrito criado com a denominação de Vitória do Alto Parnaíba, pela lei provincial nº 974, de 08-06-1871, subordinado ao município de Loreto. Elevado à categoria de vila com a denominação de Vitória do Alto Parnaíba, pela lei provincial nº 1227, de 09-04-1881, desmembrado de Loreto. Sede na antiga vila de Vitória do Alto Parnaíba.
Em divisão administrativa referente ao ano de 1911, o município é constituído do distrito sede. Assim permanecendo em divisões territoriais datadas de 31-XII-1936 e 31-XII-1937. Pelo decreto-lei estadual nº 820, de 30-12-1943, o município de Vitória do Alto Parnaíba passou a denominar-se Alto Parnaíba. No quadro fixado para vigorar no período de 1944-1948, o município já denominado Alto Parnaíba é constituído do distrito sede. Pela lei estadual nº 269, de 31-12-1948, são criados os distritos de Brejo da Porta e Curupá. Em divisão territorial datada de 1-VII-1950, o município é constituído de 3 distritos: Alto Parnaíba, Curupá e Brejo da Porta. Assim permanecendo em divisão territorial datada de 1-VII-1960.
Pela lei estadual nº 2168, de 19-12-1961, desmembra do município de Alto Parnaíba o distrito de Brejo da Porta. Elevado à categoria de município com a denominação de Tasso Fragoso.
Em divisão territorial datada de 31-XII-1963, o município é constituído de 2 distritos: Alto Parnaíba e Curupá. Assim permanecendo em divisão territorial datada de 2005.
Alteração toponímica municipal: Vitória do Alto Parnaíba para Alto Parnaíba alterado, pelo decreto estadual nº 820, de 3012-1943.

## Geografia
O município de Alto Parnaíba possui uma área de 11.127,384 quilômetros quadrados, o que o coloca na posição 2 dentre as 217 cidades do estado do Maranhão.
Demografia
De acordo com o Censo Demográfico de 2022, do Instituto Brasileiro de Geografia e Estatística (IBGE), a população do município de Alto Parnaíba era de 11.109 habitantes e a densidade demográfica era de 1 habitante por quilômetro quadrado. Para além, a população estimada para o ano de 2024 era de 11.382 pessoas.
Economia
Em 2021, o PIB per capita de Alto Parnaíba era de R$ 51.543,79. Comparando-se com outros municípios do estado do Maranhão, ficava na posição 6 de 217. Já o percentual de receitas externas em 2023 era de 89,12%, o que o colocava na posição 167 dentre os 217  municípios do Estado.
| Salário médio mensal dos trabalhadores formais [2022]                                             | 1,9 salários mínimos |
| Pessoal ocupado [2022]                                                                            | 1.784 pessoas        |
| População ocupada [2022]                                                                          | 16,06 %              |
| Percentual da população com rendimento nominal mensal per capita de até 1/2 salário mínimo [2010] | 53,1 %               |

Fonte: IBGE
Educação
Em 2010, a taxa de escolarização de 6 a 14 anos de idade no município de Alto Parnaíba era de 95,1%. Comparando-se com outros municípios do estado do Maranhão, ficava na posição 174 de 217. Já em relação ao Índice de Desenvolvimento da Educação Básica (IDBE) para os anos inicias do ensino fundamental da rede pública, era de 6,4 e para os anos finais 5,1.
| Taxa de escolarização de 6 a 14 anos de idade [2010]             | 95,1%            |
| IDEB – Anos iniciais do ensino fundamental (Rede pública) [2023] | 6,4              |
| IDEB – Anos finais do ensino fundamental (Rede pública) [2023]   | 5,1              |
| Matrículas no ensino fundamental [2023]                          | 1.745 matrículas |
| Matrículas no ensino médio [2023]                                | 357 matrículas   |
| Docentes no ensino fundamental [2023]                            | 120 docentes     |
| Docentes no ensino médio [2023]                                  | 16 docentes      |
| Número de estabelecimentos de ensino fundamental [2023]          | 31 escolas       |
| Número de estabelecimentos de ensino médio [2023]                | 1 escola         |

Fonte: IBGE
Saúde
Em 2022, a taxa de mortalidade do município de Alto Parnaíba era de 11,9 para 1.000 nascidos vivos. Além disso, de acordo com dados do IBGE, no ano 2009, a cidade contava com quatro estabelecimentos de saúde ligados ao Sistema Único de Saúde (SUS).
Meio Ambiente
O bioma predominante no município de Alto Parnaíba é o cerrado. Em 2010, a cidade apresentava 2,5% de domicílios com esgotamento sanitário adequado, além de 63,5% de domicílios urbanos em vias públicas com arborização e 0,6% de domicílios urbanos em vias públicas com urbanização adequada.

## Clima
Segundo dados do Instituto Nacional de Meteorologia (INMET), desde setembro de 1976 a menor temperatura registrada em Alto Parnaíba foi de 9,7 °C em 2 de setembro de 2005 e a maior atingiu 41,8 °C em 22 de outubro de 2015. O maior acumulado de precipitação em 24 horas atingiu 142 milímetros (mm) em 24 de janeiro de 1992, seguido por 134,8 mm em 21 de janeiro de 2016.
| Dados climatológicos para Alto Parnaíba (OMM: 82970)                                           | Dados climatológicos para Alto Parnaíba (OMM: 82970) | Dados climatológicos para Alto Parnaíba (OMM: 82970) | Dados climatológicos para Alto Parnaíba (OMM: 82970) | Dados climatológicos para Alto Parnaíba (OMM: 82970) | Dados climatológicos para Alto Parnaíba (OMM: 82970) | Dados climatológicos para Alto Parnaíba (OMM: 82970) | Dados climatológicos para Alto Parnaíba (OMM: 82970) | Dados climatológicos para Alto Parnaíba (OMM: 82970) | Dados climatológicos para Alto Parnaíba (OMM: 82970) | Dados climatológicos para Alto Parnaíba (OMM: 82970) | Dados climatológicos para Alto Parnaíba (OMM: 82970) | Dados climatológicos para Alto Parnaíba (OMM: 82970) | Dados climatológicos para Alto Parnaíba (OMM: 82970) |
| Mês                                                                                            | Jan                                                  | Fev                                                  | Mar                                                  | Abr                                                  | Mai                                                  | Jun                                                  | Jul                                                  | Ago                                                  | Set                                                  | Out                                                  | Nov                                                  | Dez                                                  | Ano                                                  |
| ---------------------------------------------------------------------------------------------- | ---------------------------------------------------- | ---------------------------------------------------- | ---------------------------------------------------- | ---------------------------------------------------- | ---------------------------------------------------- | ---------------------------------------------------- | ---------------------------------------------------- | ---------------------------------------------------- | ---------------------------------------------------- | ---------------------------------------------------- | ---------------------------------------------------- | ---------------------------------------------------- | ---------------------------------------------------- |
| Temperatura máxima recorde (°C)                                                                | 38                                                   | 37,7                                                 | 38,7                                                 | 36,7                                                 | 37,6                                                 | 38,1                                                 | 37,7                                                 | 40,5                                                 | 41,1                                                 | 41,8                                                 | 39,8                                                 | 40,4                                                 | 41,8                                                 |
| Temperatura máxima média (°C)                                                                  | 32,0                                                 | 32,0                                                 | 32,2                                                 | 32,7                                                 | 33,2                                                 | 33,3                                                 | 33,8                                                 | 35,3                                                 | 36,7                                                 | 35,8                                                 | 33,5                                                 | 32,4                                                 | 33,6                                                 |
| Temperatura média compensada (°C)                                                              | 26,0                                                 | 25,9                                                 | 26,1                                                 | 26,3                                                 | 26,1                                                 | 25,0                                                 | 24,7                                                 | 25,8                                                 | 27,9                                                 | 28,3                                                 | 27,1                                                 | 26,4                                                 | 26,3                                                 |
| Temperatura mínima média (°C)                                                                  | 21,9                                                 | 21,9                                                 | 22,0                                                 | 21,8                                                 | 20,7                                                 | 18,2                                                 | 17,0                                                 | 17,5                                                 | 20,2                                                 | 22,3                                                 | 22,4                                                 | 22,1                                                 | 20,7                                                 |
| Temperatura mínima recorde (°C)                                                                | 18,2                                                 | 17,8                                                 | 18,3                                                 | 15,7                                                 | 13,2                                                 | 11,7                                                 | 11,3                                                 | 11,7                                                 | 9,7                                                  | 13                                                   | 16,8                                                 | 16,4                                                 | 9,7                                                  |
| Precipitação (mm)                                                                              | 231,0                                                | 195,7                                                | 241,6                                                | 128,3                                                | 40,7                                                 | 2,3                                                  | 0,4                                                  | 2,1                                                  | 14,1                                                 | 74,9                                                 | 161,9                                                | 181,5                                                | 1 274,5                                              |
| Dias com precipitação (≥ 1 mm)                                                                 | 16                                                   | 15                                                   | 16                                                   | 11                                                   | 4                                                    | 0                                                    | 0                                                    | 0                                                    | 2                                                    | 7                                                    | 12                                                   | 14                                                   | 97                                                   |
| Umidade relativa compensada (%)                                                                | 81,0                                                 | 82,2                                                 | 82,5                                                 | 79,5                                                 | 74,2                                                 | 68,3                                                 | 63,4                                                 | 58,3                                                 | 56,7                                                 | 64,4                                                 | 75,2                                                 | 78,6                                                 | 72,0                                                 |
| Insolação (h)                                                                                  | 165,4                                                | 142,5                                                | 165,7                                                | 189,4                                                | 240,5                                                | 274,8                                                | 298,2                                                | 288,6                                                | 252,9                                                | 222,2                                                | 173,8                                                | 163,0                                                | 2 577,0                                              |
| Fonte: INMET (normal climatológica de 1991-2020; recordes de temperatura: 01/09/1976-presente) |                                                      |                                                      |                                                      |                                                      |                                                      |                                                      |                                                      |                                                      |                                                      |                                                      |                                                      |                                                      |                                                      |

## Política
Lista de prefeitos desde a sua fundação em 1866.[carece de fontes?]
| Período                                      | Nome                             |
| -------------------------------------------- | -------------------------------- |
| 1866 a 1871                                  | Candido Lustosa- fundador        |
| 1871 a 1893                                  | Antonio Luiz do Amaral Britto    |
| 1893 a 1912                                  | Samuel Lustosa do Amaral Britto  |
| 1912 a 1917                                  | Adolpho Lustosa do Amaral Britto |
| 1917 a 1924                                  | João Pereira Lopes               |
| 1924 a 1925                                  | Dr. Miguel de Lima Verde         |
| 1926 a 1927                                  | Odonel de Araujo Britto          |
| 1928 a 1931                                  | Adolpho Lustosa do Amaral Britto |
| 1932 a 1933                                  | Manoel Martins Moreira           |
| 1933 a 1934                                  | Adolpho Lustosa do Amaral Britto |
| 10 de junho de 1934 a 4 de agosto de 1935    | Josué de Moura Santos            |
| 5 de agosto de 1935 a 14 de dezembro de 1936 | José Soares                      |
| 15 de dezembro de 1936 a 15 de maio de 1947  | Raimundo Lourival Lopes          |
| 16 de maio de 1947 a 15 de fevereiro de 1948 | Palmeron do Amaral Brito         |
| 16 de fevereiro de 1948 a 1950               | José Soares                      |
| 1951 a 1953                                  | João Borges Leitão               |
| 1954 a 1955                                  | Elias de Araujo Rocha            |
| 1956 a 1961                                  | José Soares                      |
| 1962 a 1965                                  | Raimundo Alves de Almeida        |
| 1966 a 1970                                  | Antônio Rocha Filho              |
| 1971 a 1972                                  | Luiz Gonzaga da Cruz Lopes       |
| 1973 a 1976                                  | Corintho de Araujo Rocha         |
| 1977 a 1982                                  | Renan Soares                     |
| 1983 a 1988                                  | Antônio Rocha Filho              |
| 1989 a 1992                                  | José de Freitas Neto             |
| 1993 a 1996                                  | Adalto Gomes da Silva            |
| 1997 a 2000                                  | José de Freitas Neto             |
| 2001 a 2004                                  | Raimunda de Barros Costa         |
| 2005 a 2008                                  | Raniere Avelino Soares           |
| 2009 a 2012                                  | Ernani do Amaral Soares          |
| 2013 a 2016                                  | Itamar Nunes Vieira              |
| 2017 a 2020                                  | Rubens Sussumu Ogasawara         |

## Últimos prefeitos eleitos
| Ano  | Prefeito       | Partido | Votos | %     | Ref    |
| ---- | -------------- | ------- | ----- | ----- | ------ |
| 2012 | Itamar         | PSB     |       |       | [ 11 ] |
| 2016 | Rubens Japonês | PSDB    | 3.267 | 49,87 | [ 12 ] |
| 2020 | Itamar Vieira  | PDT     | 3.068 | 49,34 | [ 13 ] |
| 2024 | Rubens Japonês | PSDB    | 2.507 | 35,91 | [ 14 ] |